# Superliga Brasileira de Voleibol Feminino de 2002–03
A Superliga Feminina de Vôlei 2002/2003 foi um torneio realizado a partir de 30 de Novembro de 2002 até 24 de Abril de 2003 por oito equipes representando quatro estados.

## Participantes
Automóvel Clube/Campos, Campos dos Goytacazes/RJ

 Macaé/Nuceng, Macaé/RJ

 MRV/Minas, Belo Horizonte/MG

 BCN/Osasco, Osasco/SP

 Rexona, Curitiba/PR

 Blue Life/Pinheiros, São Paulo/SP

 Açúcar União/São Caetano, São Caetano do Sul/SP

 CadSoft/T. C. São José, São José dos Campos/SP

## Regulamento
- Fase Classificatória:A primeira fase da Superliga foi realizada com a participação de oito equipes. A competição foi dividida em duas fases. Na primeira, as equipes jogaram entre si, em turno e returno, realizando 14 partidas cada uma.

- Playoffs:As oito equipes avançaram às quartas-de-final, obedecendo ao seguinte cruzamento: 1º x 8º, 2º x 7º, 3º x 6º e 4º x 5º, em playoffs melhor de três jogos.

As quatro equipes vencedoras avançaram às semifinais (melhor de cinco jogos), respeitando o seguinte critério: o vencedor do jogo entre o 1º e o 8º enfrentará o do jogo entre o 4º e o 5º, e o ganhador da partida entre o 2º e o 7º terá pela frente o do confronto entre o 3º e o 6º. Os dois times vencedores disputaram o título na final, também em uma série melhor de cinco jogos.

## Campeão
| Superliga Brasileira Feminina 2002-03 |
| ------------------------------------- |
| Osasco 1º Título                      |